# Fred Hawley
Frederick W. Hawley (28 tháng 7 năm 1890 – 1954) là một cầu thủ bóng đá người Anh sinh tại Derby có 305 lần ra sân ở Football League thi đấu cho Sheffield United, Coventry City, Birmingham, Swindon Town, Bristol City, Brighton & Hove Albion và Queens Park Rangers. Ông từng là khách mời cho Derby County, Notts County F.C., Birmingham và Nottingham Forest trong Thế chiến thứ I.